# تربيع (مساحات)
في الرياضيات وبالضبط في الهندسة الرياضية والتحليل الرياضي، التربيع (بالإنجليزية: Quadrature)‏ هو مصطلح تاريخي يعني عملية إنشاء مربع مساحته مساوية لمساحة دائرة أو شكل آخر تحده خطوط (مستقيمات أو منحنيات)؛ أشهر عملية تربيع هي عملية تربيع الدائرة. لا يزال يستخدم هذا المصطلح في الوقت الحاضر في سياق المعادلات التفاضلية، حيث تعني «حل المعادلة من خلال التربيع» التعبير عن حلها بدلالة التكاملات.
تُعد مشكلات التربيع أحد المصادر الرئيسية للمعضلات في تطوير حساب التفاضل والتكامل، وتقدم مواضيع مهمة في التحليل الرياضي.

## التاريخ

هلال أبقراط كان أول شكل منحني حُسِبت مساحته بدقة رياضيا.

حل الرياضيون اليونانيون مسألة حساب مساحة أي شكل عن طريق إنشاء مربع بنفس المساحة ومن هنا جاء أصل المصطلح (تربيع). لم تنجح طريقة التربيع في حساب مساحة بعض الأشكال كالدائرة كمثال، لكنها نجحت في أشكال أخرى لها جوانب منحنية، مثل تربيع هلال أبقراط وتربيع القطع المكافئ. وفقًا لتقليد يوناني ما، كان يستلزم إنشاء المربع بالمسطرة والفرجار فقط، ومع ذلك لم يلتزم جميع الرياضيين اليونانيين بهذا التقليد.

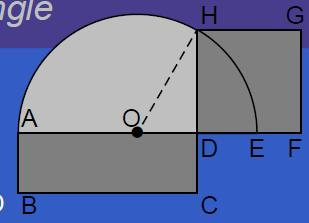
تربيع مستطيل

لتربيع مستطيل له جانبين a و b، يلزم إنشاء مربع بطول ضلع {\displaystyle x={\sqrt {ab}}} (المتوسط الهندسي لكل من جانبي المستطيل a و b). بالمسطرة والفرجار يمكن تربيع المستطيل بالخطوات التالية:
1. مُد المستقيم AD لليمين، ثم ركز الفرجار عند النقطة D واقطع المستقيم AD في النقطة E بحيث يكون طول DC هو نفس طول DE.
2. قم بتنصيف المستقيم AE عند النقطة O.
3. ارسم نصف دائرة مركزها O وتتقاطع مع المستقيم في A و E.
4. مُد المستقيم CD ليتقاطع مع نصف الدائرة في النقطة H، وبذا يصبح DH هو طول المربع المراد إنشاؤه ويكون المربع DHGF هو التربيع المطلوب.

بطرق شبيهة يمكن إنشاء مربعات لمتوازي الأضلاع والمثلث.

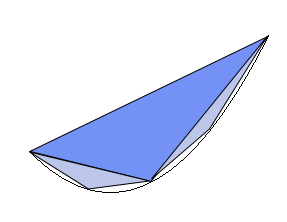
أثبت أرخميدس أن مساحة القطع المكافئ تساوي 4/3 مساحة المثلث الداخلي.

مسائل تربيع الأشكال المنحنية أكثر صعوبة. أثبت الرياضيون في القرن التاسع عشر استحالة تربيع الدائرة بالفرجار والمسطرة. ولكن يمكن تربيع بعض الأشكال المنحنية الأخرى. شكَّل تربيع سطح الكرة والقطع المكافئ على يد أرخميدس إنجازا كبيرا للتحليل الرياضي في العصور القديمة، حيث توصل إلى أن:
- مساحة سطح الكرة تساوي أربعة أضعاف مساحة الدائرة المكونة من دائرة عظمى من هذه الكرة.
- مساحة قطعة محددة بخط مستقيم يقطع القطع المكافئ هي 4/3 مساحة المثلث المرسوم داخل هذا المقطع.

استخدم أرخميدس طريقة الاستنفاد المنسوبة إلى إيودوكسوس للوصول لهذه النتائج.
في العصور الوسطى في أوروبا، كان التربيع يعني حساب المساحة بأي طريقة. في الغالب استخدمت طريقة الأجزاء غير القسومة؛ وهي طريقة أقل دقة رياضيا من الطرق اليونانية القديمة، لكنها كانت أبسط وأكثر فعالية. بتلك الطريقة، حَسَبَ جاليليو وجيل دي روبرفال مساحة قوس دائري، وبحث جريجوار دو سان فنسان "Grégoire de Saint-Vincent" المساحة أسفل القطع الزائد (Opus Geometricum ، 1647)،  :491 كما لاحظ ألفونس أنطونيو دي ساراسا "Alphonse Antonio de Sarasa"، تلميذ وشارح أعمال دو سان فنسان، إلى علاقة هذه المساحة باللوغاريتمات. :492
استخدم جون واليس هذه الطريقة جبريا؛ حيث كتب فيArithmetica Infinitorum (1656) بعض المتسلسلات التي تكافيء ما يعرف حاليًا بالتكامل المحدود، وقام بحساب قيمها. إسحاق بارو وجيمس جريجوري أحرزوا مزيدًا من التقدم بتربيع بعض المنحنيات الجبرية والأشكال الحلزونية. كما قام كريستيان هوغنس بتربيع مساحة سطح بعض المواد الصلبة اللفيفة.
قدم تربيع دي ساراسا للقطع الزائد دالة جديدة، وهي اللوغاريتم الطبيعي، شديدة الأهمية. باختراع حساب التفاضل والتكامل أصبح الطريقة المعتمدة لحساب المساحة. ورويدًا أصبح مصطلح التربيع تراثيًا، وحل محله مصطلح حساب المساحة المستخدم في حساب التكامل المحدود.